# 替地町
替地町（かえちまち）は、名古屋市西区の地名。

## 歴史

### 町名の由来
元禄9年、2代尾張藩主徳川光友の隠居屋敷（大曽根御屋敷）を出来町に造ることとなった際、その替地として当地が準備されたことによるという。

### 沿革
- 1876年（明治9年） - 名古屋村・広井村の各一部により、愛知郡替地町となる[2]。替地出来町・新長屋・信行院筋の合併によるという[1]。
- 1878年（明治11年）12月20日 - 名古屋区編入に伴い、同区替地町となる[2]。
- 1889年（明治22年）10月1日 - 名古屋市編入に伴い、同市替地町となる[2]。
- 1908年（明治41年）4月1日 - 西区編入に伴い、同区替地町となる[2]。
- 1977年（昭和52年）10月23日 - 一部が那古野一丁目・那古野二丁目・名駅三丁目にそれぞれ編入される[2]。
- 1978年（昭和53年）10月15日 - 那古野一丁目・那古野二丁目にそれぞれ編入され消滅する[2]。